# Гуревич, Матвей Борисович
Гуревич Матвей Борисович (1878, Глухов Черниговской губернии — 26 октября 1967, Харьков) — советский экономист, статистик. Доктор экономических наук (1939), профессор (1937). Один из инициаторов и организаторов высшего статистического образования на Украине. Автор работ по теории, методологии и истории статистики.

## Биография
Окончил Псковскую гимназию (1907), Киевский институт народного хозяйства (1921). С 1896 работал в Полтавском, Костромском, Псковском, Пензенском земских статистических бюро. В 1916—1918 преподавал статистику в Ярославском юридическом лицее и одновременно заведовал Ярославским губернским статистическим бюро. В 1918—1922 преподавал статистику в Иваново-Вознесенском политехническом институте.
В 1922—1930 преподавал статистику в Харьковском институте народного хозяйства и Харьковском плановом институте; одновременно у 1922—1933 — зав. отделом статистики сельского хозяйства Центрального статистического управления УССР.
В 1942—1944 — зам. нач. Статистического управления Киргизстана.
При его непосредственном участии был создан статистический факультет Харьковского института народного хозяйства (1926). В 1944—1959 — профессор кафедры бухгалтерского учёта и статистики Харьковского института торговли и зав. кафедрой экономической статистики Харьковского университета (с 1959 — профессор-консультант экономики этого университета).
Редактировал 15 выпусков «Бюллетеня мирового хозяйства» (Москва, 1924-25).

## Научные работы
- «Применение некоторых приемов математической статистики». Ярославль, 1912;
- «Историко-статистический сборник по Ярославскому краю». Ярославль, 1922;
- «Прямое обложение сельского хозяйства Украины». Х., 1922;
- «Голод и сельское хозяйство Украины». Х., 1923;
- «Приемы и методы районирования». Х., 1923
- «К вопросу о дифференциации крестьянского хозяйства Украины». Х., 1925;
- «Вопросы современного крестьянского хозяйства Украины». Харьков, 1927;
- «Очерки теории статистики»: (Экон. иссл. по материалам работ В. И. Ленина). — Харьков, 1959.